# Ferenc Sipos
Ferenc Sipos (ur. 31 grudnia 1932 w Budapeszcie, zm. 17 marca 1997 w Budapeszcie) – węgierski piłkarz i trener piłkarski. Był powołany do reprezentacji kraju i brał udział w mundialu 1958, 1962 i 1966, a także w Euro 1964.
Swój pierwszy mecz rozegrał z Bułgarią, a ostatni z Austrią. Grał w węgierskich klubach, m.in. MTK Hungária i Budapest Honvéd FC. Po zakończeniu kariery był trenerem w węgierskich klubach (w tym Honvédu), a także w egipskim Terszan.